# Jean-François Gravier
Pour les articles homonymes, voir Gravier.
Jean-François Gravier, né le 14 avril 1915 à Levallois-Perret et mort le 11 novembre 2005 à Paris, est un géographe français. Il est principalement connu pour son ouvrage Paris et le désert français, publié en 1947 et plusieurs fois réédité par la suite, qui a notamment inspiré la décentralisation industrielle de 1960, et plus largement les politiques d'aménagement du territoire français pendant plusieurs décennies.

## Biographie
Jean-François Gravier est le fils unique de Gaston Gravier, un disciple du géographe Albert Demangeon mort dans les tranchées quelques mois après la naissance de son fils en 1915. 

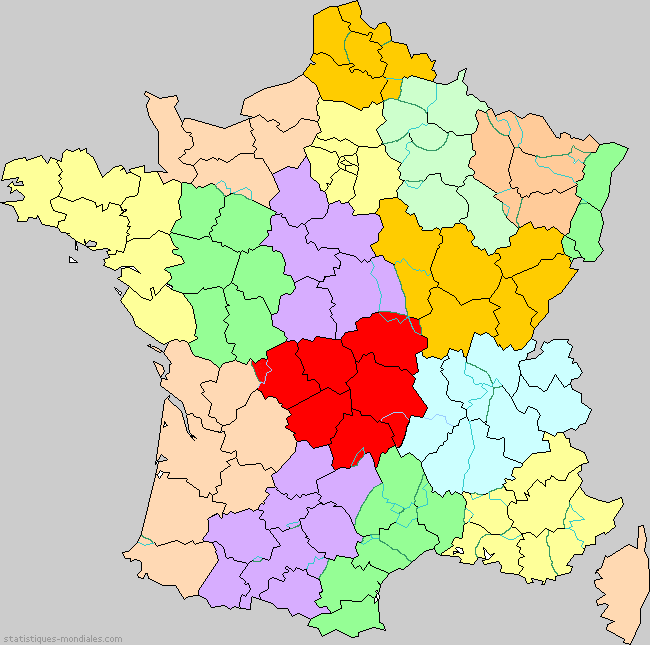
Régions françaises proposées par Jean-François Gravier en 1947.

Il est élève aux lycées Buffon, Janson-de-Sailly et Henri IV. Il est par la suite agrégé de géographie en 1938. Lorsqu'il est étudiant, il milite à l'Action française,, et évolue dans des cercles de la droite catholique et royaliste ainsi que dans le milieu « non-conformiste » qui recherche une troisième voie corporatiste et s'oppose tant à la démocratie libérale qu'au socialisme révolutionnaire. Jean-François Gravier collabore à la revue Combat, une revue de la Jeune droite où il tient la rubrique de politique étrangère.
De même que son père, il devient enseignant à l'université de Belgrade où il est en poste au début de la Seconde Guerre mondiale (1940-41). À son retour en France, il est chargé de mission au Secrétariat général de la jeunesse (1941-42), il contribue à Vichy à la revue intellectuelle pétainiste Idées, titre qu'a pris Combat en novembre 1941, avant d'être directeur de l'École nationale des cadres civiques de Mayet-de-Montagne à partir d'octobre 1941 puis est chargé de mission au centre de synthèse régionale de la Fondation Alexis Carrel, consacrée à « l'amélioration de la race humaine ». Il réfléchit notamment à la manière de délocaliser des unités et des populations industrielles vers les régions à revitaliser, préfigurant ainsi les politiques conduites par le ministère de la Reconstruction et de l'Urbanisme (MRU) puis par la DATAR.
En 1942, il publie Régions et Nation, ouvrage dans lequel il exprime une philosophie communautaire rompant avec l’individualisme des Lumières, ainsi qu’une pensée décentralisatrice visant à « rétablir le citoyen » dans « la réalité communale, provinciale ou nationale ». Dénonçant la « centralisation stérilisante », il prône la décentralisation comme instrument des « renaissances provinciales et locales »
Après la Seconde Guerre mondiale, il est embauché à l'administration du Commissariat général du plan.
La première édition du Désert est rédigée alors que Gravier dirige le Centre de synthèse régionale dans le département VI de bio-sociologie de François Perroux, dans la Fondation Alexis Carrel..
Il collabore occasionnellement au Courrier français et à la revue de l'association fédéraliste La Fédération, opposée au centralisme parisien et qui a soutenu la publication de son livre.

## Paris et le désert français
Rédigé pour la plus grande partie durant la guerre, l'ouvrage est terminé à la Libération et paraît en 1947. Son livre propose à la fois un bilan ainsi qu'un programme. Il y dresse d'abord un bilan de la centralisation administrative qui a selon lui contribué aux déséquilibres économiques et régionaux et aux migrations intérieures des hommes et des activités intellectuelles vers la capitale. Il propose alors de désavantager Paris et de rééquilibrer la politique d'aménagement au profit de la province en créant des conseils économiques régionaux et en construisant des lignes de chemin de fer transversales ainsi qu'en décentralisant davantage l'enseignement supérieur.
Certains passages de l'ouvrage, racistes ou favorables à des régimes dictatoriaux, ont été supprimés des rééditions.
Le livre, que le géographe Bernard Marchand décrit comme « un pamphlet qui n'a rien de scientifique », inspire ensuite, notamment à partir de sa seconde édition en 1958, la géographie et les politiques publiques d'aménagement du territoire en France jusque dans les années 2000.
En 2008, l'économiste Laurent Davezies s'oppose à cette analyse en distinguant géographie de la production et géographie des revenus pour montrer que la région capitale produit plus qu'elle ne perçoit de revenus et contribue ainsi à redistribuer la richesse sur le territoire national au profit de régions moins avantagées.
Un colloque international, organisé à Cerisy-la-Salle en 2007, a discuté les idées de Gravier.

## Ouvrages
- Régions et Nation, PUF, « Bibliothèque du peuple », 1942
- Paris et le désert français, Le Portulan, 1947
- La Mise en valeur de la France, Le Portulan, 1949
- Décentralisation et progrès technique, Le Portulan, 1954
- Auvergne et Aquitaine, étude régionale d'emploi CECA, 1957
- L'Aménagement du territoire et l'avenir des régions françaises, Flammarion, 1964
- La Question régionale, Flammarion, 1970
- Économie et organisation régionales, Masson & Cie, 1970
- Paris et le désert français en 1972, Flammarion, 1972
- L'Espace vital, Flammarion, 330 pages, 1984

## Distinction
- Grand Prix d'histoire de l'Académie française et Grand Prix Gobert 1959 pour Paris et le désert français[12].